# Emil Dobrowolski
Emil Dobrowolski (né le 2 novembre 1986) est un athlète polonais spécialiste des courses de fond.

## Biographie
Le 11 octobre 2015, Emil Dobrowolski remporte le marathon de Poznań en 2 h 13 min 50 s.

## Palmarès
| Date | Compétition        | Lieu   | Résultat | Épreuve  | Temps           |
| ---- | ------------------ | ------ | -------- | -------- | --------------- |
| 2015 | Marathon de Poznań | Poznań | 1er      | Marathon | 2 h 13 min 50 s |

## Records
| Épreuve       | Performance     | Lieu                | Date            |
| ------------- | --------------- | ------------------- | --------------- |
| Semi-marathon | 1 h 04 min 17 s | La Nouvelle-Orléans | 28 février 2016 |
| Marathon      | 2 h 13 min 50 s | Poznań              | 11 octobre 2015 |